# Lecanora lividocarnea
Lecanora lividocarnea är en lavart som beskrevs av Vain. Lecanora lividocarnea ingår i släktet Lecanora och familjen Lecanoraceae.   Inga underarter finns listade i Catalogue of Life.